# Инопланетное семя
«Инопланетное семя» (англ. Alien Seed; США, 1989) — американский научно-фантастический фильм режиссёра Боба Джеймса, главную роль исполнил певец Эрик Эстрада.

## Сюжет
Мэри Джордан, похищена инопланетнами на Земле. Но она не может вспомнить, что именно с ней произошло.На её шее появилась странная отметина, Мэри не знает откуда та взялась. Она связывается с писателем Марком Тиммонсом, который считает себя экспертом в вопросах похищения людей инопланетянами, но доктор Стоун (Эрик Эстрада) убивает ее прежде, чем, она встретится с писателем.
После этого, уже её сестру Лизу, похищают инопланетяне, доставив на летающую тарелку, подвергают оплодотворению. С целью создания некоего гибрида, который будет править Землей. Лиза звонит писателю в попытке остановить план инопланетян, однако секретное правительственное агентство, изучающее НЛО, хочет похитить Лизу и изъять ребенка, для изучения. Доктор Стоун, изо всех сил пытается убить ребёнка.

## В ролях
- Эрик Эстрада — Доктор Стоун
- Хэйди Пейн — Лиза Джордан
- Стив Блейд — Марк Тиммонс
- Шелли Блок — Мэри Джордан
- Дэвид Хаес — Болам
- Терри Филиппс — Генерал Дойл
- Стив Гелман — Майор Увилсон
- Бен Мардел — Доктор Габриэль

## Отзывы
Джон Стэнли поставил фильму две звезды из пяти, высказав мнение, что он не превосходит своих прямых аналогов. Обозреватель «The Video Vacuum» похвалил актерскую игру Эрика Эстрады, но заявил, что качество фильма сильно падало, когда его не было на экране. Автор обзора с «Den of Geek» похвалил трейлер фильма, сказав о нём - "Один из лучших трейлеров, которые я видел". «Psychotronic Video Guide» оставил на фильм плохую рецензию, посчитав, что у него слабый сценарий, плохие спецэффекты, а сюжет переполнен погонями.